# Glanzende agaathoren
De glanzende agaathoren (Cochlicopa lubrica) is een slakkensoort uit de familie van de Cochlicopidae. De wetenschappelijke naam van de soort werd in 1774 voor het eerst geldig gepubliceerd door Otto Friedrich Müller.

## Kenmerken
De relatief kleine slakkenhuis is rechtshandig en slechts 5 tot 7,5 mm hoog en 2,4 tot 2,9 mm dik (breed). Het is langwerpig-conisch met 5½ eerst snel toenemende, later langzamer, licht convexe windingen. De top is stomp tot bolvormig. Er is geen navel. Het gladde oppervlak is donker hoornkleurig tot roodbruin van kleur en glanzend. Het vertoont slechts zeer vage en fijne groeilijnen. De bijna eivormige mond is tot 2 mm hoog, niet verwijd en spits naar boven. Het heeft een heldere, lichte lip aan de binnenkant, die vaak door de schaal naar buiten schijnt, enigszins gelig of roodachtig, de buitenste lip is slechts licht verdikt.
Deze soort lijkt sterk op de slanke agaathoren (Cochlicopa lubricella), de middelste agaathoren (Cochlicopa repentina) en Cochlicopa nitens. Alle drie de soorten komen voor in Centraal-Europa. De eerste soort is gemiddeld beduidend kleiner en lijkt ook de voorkeur te geven aan wat drogere locaties. De tweede soort is aanzienlijk groter met sterk gebogen kransen en een donkerbruine schaal.

## Verspreiding en leefgebied
De soort komt voor in heel Europa, Klein-Azië, Noord-Azië en Noord-Amerika tot aan Mexico. Het wordt ook gevonden in IJsland, de Azoren en Madeira. Het is ook antropogeen vervoerd naar Nieuw-Zeeland, Australië, Zuid-Afrika en naar andere regio's van de wereld.
Het leeft meestal op vochtige plaatsen zoals moerassen, weiden en bossen, van vlaktes tot bergen. In Zwitserland stijgt de soort tot 2600 meter boven zeeniveau, in Bulgarije werd hij gevonden op 1300 meter boven zeeniveau. Het wordt vaak gevonden in het gras en mos van weiden, langs beekjes, onder rotsen, vochtige bladeren en dood hout in bossen. Het komt ook voor in culturele gebieden zoals semi-natuurlijke tuinen en parken. In de leefgebieden waar deze soort voorkomt, kan hij zeer talrijk zijn. Daarbij verdraagt het geen kalkrijke bodems.